# Episodi di Conan il ragazzo del futuro

Conan e Lana nell'episodio 8

La serie animata Conan il ragazzo del futuro è stata prodotta nel 1978 dalla Nippon Animation in 26 episodi ed è stata trasmessa in Italia su varie tv locali nei primi anni Ottanta in un'edizione parzialmente censurata. Nel 2007 la Dynit ha curato l'edizione integrale su DVD, con un nuovo doppiaggio e nuovi titoli degli episodi.

## Lista episodi
| Nº | Titolo italiano (1ª edizione - 2ª edizione) Giapponese 「Kanji」 - Rōmaji | In onda           | In onda |
| Nº | Titolo italiano (1ª edizione - 2ª edizione) Giapponese 「Kanji」 - Rōmaji | Giapponese        |         |
| 1  | L'isola perduta - L'isola perduta 「のこされ島」 - Nokosareshima | 4 aprile 1978     |         |
| 1  | Conan è un ragazzino di circa dodici anni che vive assieme al nonno su di un'isola sperduta nell'oceano, che loro hanno ribattezzato “Isola Perduta”. Siamo nel 2028 e dopo la guerra catastrofica che venti anni prima (nel 2008) aveva sconvolto il mondo, i due credono ormai di essere gli unici sopravvissuti della razza umana, ma un giorno, dopo essere tornato da una caccia allo squalo, Conan trova svenuta sulla spiaggia una ragazzina della sua stessa età. Dopo essersi ripresa, la ragazza fa appena in tempo a dire il suo nome – Lana – e a raccontare della sua isola, High Harbor, e di suo nonno, il dottor Briac Rao che sta disperatamente cercando, quando un idrovolante proveniente dalla città-fortezza Indastria atterra sull'isola. Dal velivolo escono Monsley e un suo aiutante, che si mettono a cercare la ragazza; mentre Conan cerca di nascondere Lana, il nonno, cercando di impedire la sua cattura, viene gravemente ferito. Tutto comunque risulta inutile: alla fine la ragazza viene prelevata da Monsley e caricata a forza sull'idrovolante che riparte per Indastria inseguito da Conan. |                   |         |
| 2  | La partenza - La partenza 「旅立ち」 - Tabidachi | 11 aprile 1978    |         |
| 2  | Conan riesce a danneggiare l'idrovolante di Monsley, ma non riesce a salire a bordo e cade in mare. Al ritorno sull'isola assiste alla lenta agonia del nonno, che prima di morire gli racconta la storia degli ultimi sopravvissuti dell'isola; egli non è il suo vero nonno, ma uno scienziato che, nel tentativo di salvarsi dal disastro della guerra, assieme ad altri scienziati salì su un'astronave per andare su un altro pianeta, ma non andarono lontano: a causa dei detriti delle deflagrazioni delle armi usate nel conflitto, la navicella rimase danneggiata e dovettero fare un atterraggio di emergenza su un lembo di terra residuo di un continente sprofondato. Pian piano presero a organizzarsi per sopravvivere e alcuni anni dopo nacque Conan. Il nonno muore e Conan è disperato: promette di partire, liberare Lana, trovarsi degli amici e poi tornare sull'Isola Perduta. |                   |         |
| 3  | Il primo amico - Il primo amico 「初めての仲間」 - Hajimete no nakama | 18 aprile 1978    |         |
| 3  | Conan costruisce una zattera e lascia l'Isola Perduta per andare a Indastria e cercare Lana per liberarla; non si rende però conto delle enormi distanze tra le varie terre e proprio quando è allo stremo delle forze approda su un'isola dove può finalmente bere acqua dolce. Qui incontra Jimsey, uno strano ragazzo che dopo alcune incomprensioni iniziali diventa subito suo grande amico e che gli promette di aiutarlo nella sua ricerca. |                   |         |
| 4  | Il Barracuda - Il Barracuda 「バラクーダ号」 - Barakūda-gō | 25 aprile 1978    |         |
| 4  | Il Barracuda, nave capitanata da Dyce e diretta a Indastria, fa scalo sull'isola per caricare la "plastip", la materia plastica che gli abitanti estraggono dalle montagne di rifiuti della passata civiltà. Conan e Jimsey salgono di nascosto a bordo; Conan sente parlare di Lana e si rende conto di essere sulla pista giusta per ritrovare la ragazzina, mentre Jimsey va nelle cucine e si mette a rubare tutto il cibo che trova, ma vengono entrambi scoperti: trattati da clandestini vengono crudelmente puniti con venti violente sculacciate per ciascuno con una tavola di legno. Conan riceve la punizione anche al posto di Jimsey che, ubriaco per il vino bevuto di straforo nella cambusa, è svenuto dopo il primo colpo. Saranno costretti a lavorare insieme per tutto il viaggio nello stivaggio del Barracuda. Conan riceve anche notizie indirette di Lana: la ragazzina, infatti, è telepatica e riesce a comunicare con le sterne artiche; lega alla zampa di una di loro un suo capello e le chiede di portarlo a Conan. |                   |         |
| 5  | Una città chiamata Indastria - Una città chiamata Indastria 「インダストリア」 - Indasutoria | 9 maggio 1978     |         |
| 5  | A Indastria Lana viene interrogata, ma non rivela alcunché del nonno: sa che se il segreto della tecnologia dell'energia solare che il nonno custodisce cadesse nelle mani di Indastria e del malvagio Repka, verrebbe utilizzata per soggiogare quello che resta dell'umanità. Intanto Conan è arrivato col Barracuda a Indastria; dopo aver girovagato nel sottosuolo dell'enorme torre a energia solare di Indastria, scoprendo cunicoli sterminati abitati da centinaia di cittadini di classe inferiore trattati alla stregua di schiavi, raggiunge la torre, dove la ragazza è tenuta prigioniera. |                   |         |
| 6  | Il capitano si ribella - L'ammutinamento di Dyce 「ダイスの反逆」 - Daisu no hangyaku | 16 maggio 1978    |         |
| 6  | Conan riesce a liberare Lana. Durante la fuga si imbattono nel Giganto, l'ultimo gigantesco aereo rimasto attivo dalla Grande Catastrofe, e i due realizzano finalmente del perché il direttore Repka voglia a tutti i costi l'energia solare. Poco dopo i due ragazzi vengono di nuovo catturati. A entrambi vengono messi delle manette magnetiche ai polsi e alle caviglie e vengono brutalmente interrogati da Repka, che minaccia di marchiare a fuoco Conan sulla fronte qualora Lana non contatti telepaticamente il dottor Rao; tuttavia Conan reagisce usando i piedi legati per sbattere Repka contro il muro, ma Monsley lo rende inoffensivo attivando il magnete delle sue manette e lo sbatte in una cella. Il capitano Dyce, che da sempre dedica morbose attenzioni a Lana e che non è contento del trattamento che Monsley sta riservando alla ragazzina, riesce però a liberarla con uno stratagemma, spezza le sue manette con il robonoide e la convince a fuggire con lui facendole credere che Conan la stia aspettando sulla sua nave, mentre in realtà è ancora prigioniero. |                   |         |
| 7  | L'inseguimento - L'inseguimento 「追跡」 - Tsuiseki | 23 maggio 1978    |         |
| 7  | Monsley si lancia con l'idrovolante all'inseguimento del Barracuda per riprendersi Lana, senza però sapere che nascosto a bordo c'è anche Conan, appena fuggito dalle prigioni di Indastria. Intanto sulla nave Lana è tenuta prigioniera in una cabina, dove incontra per la prima volta Jimsey, che le promette di darle una mano. Quando il Falco arriva in vista del Barracuda, Conan apre un portello e si getta in mare. Monsley decide di ucciderlo attivando il magnete delle sue manette. |                   |         |
| 8  | La fuga - La fuga 「逃亡」 - Tōbō | 30 maggio 1978    |         |
| 8  | Nonostante le manette magnetiche che lo ostacolano, Conan riesce a raggiungere il Barracuda a nuoto e a salire a bordo. Intanto Lana si libera e con Conan riesce a fuggire con una lancia di salvataggio. Ma i due ragazzi sono inseguiti da un incrociatore di Indastria capeggiato da Repka, che colpisce e affonda la lancia senza sapere che a bordo c'è la ragazzina. Conan, che è bloccato dalle manette magnetiche che gli erano state applicate a Indastria, rimane agganciato a degli anelli di una putrella staccatasi dalla piccola imbarcazione e affonda con essa. Nel tentativo di liberarsi dalle manette Conan perde l'aria e sviene sott'acqua; Lana gli pratica la respirazione bocca a bocca per farlo rianimare, tuttavia anche la coraggiosa ragazzina sviene sott'acqua e Conan, determinato a salvarla, riesce a spezzare le manette sia ai polsi che alle caviglie. I due ragazzi, esausti ma salvi, riescono ad approdare sulla terraferma. Monsley intanto cattura tutto l'equipaggio del Barracuda, reo di aver aiutato Lana a fuggire. |                   |         |
| 9  | Patch, il capo misterioso - Piattaforma di recupero 「サルベージ船」 - Sarubēji-sen | 6 giugno 1978     |         |
| 9  | I due ragazzini attraversano una zona desertica fino a cadere esausti. Patch, un uomo dal volto sfigurato da un incidente, capocantiere nella vicina piattaforma di recupero di una nave affondata, li trova ormai in fin di vita e li porta al cantiere. Invece di denunciarli a Indastria come fuggiaschi, una volta ripresi li fa lavorare assieme agli altri operai nel recupero della nave, suscitando la disapprovazione di Telit, un suo sottoposto. Monsley intanto è alla ricerca di Lana con l'idrovolante: quando arriva nei pressi della piattaforma, Patch nasconde i due ragazzi, ma Telit sale di nascosto a bordo del Falco e rivela a Monsley la loro presenza al cantiere. |                   |         |
| 10 | Il dottor Rao - Il dottor Rao 「ラオ博士」 - Rao hakase | 13 giugno 1978    |         |
| 10 | Lana, che ha limitati poteri telepatici, percepisce la vicinanza del nonno e improvvisamente si rende conto che Patch non è altri che il dottor Rao, suo nonno, che era irriconoscibile a causa del volto sfigurato. Improvvisamente si assiste a uno strano fenomeno: milioni di falene volano impazzite, poi si scatena una violenta tempesta. Sono le avvisaglie di un evento eccezionale: infatti di lì a poco un terribile terremoto seguito da uno tsunami cambia la geografia della zona semidistruggendo il cantiere. Rao, che ha protetto fino a quel momento la nipote e Conan senza farsi scoprire, sa che ormai Indastria è al corrente di dove si trovano i due ragazzini e forse della sua vera identità, quindi di nascosto fugge con essi da ciò che resta della piattaforma. |                   |         |
| 11 | La liberazione - L'evasione 「脱出」 - Dasshutsu | 20 giugno 1978    |         |
| 11 | Il dottor Rao ripara parzialmente la sua macchina volante che aveva nascosto nel deserto e assieme ai due ragazzi parte per Indastria dopo essere riuscito a sfuggire all'idrovolante di Monsley lanciato al loro inseguimento. Lungo la strada recuperano il capitano Dyce che era stato abbandonato nel deserto da Repka per punirlo del rapimento e della fuga di Lana. Insieme raggiungeranno i labirintici sotterranei di Indastria: Rao per recarsi nel Nucleo della città dove poter ritrovare i componenti per riparare definitivamente la macchina volante e potersi recare a High Harbor, la loro meta finale; Dyce invece per poter liberare il suo equipaggio tenuto ancora prigioniero dalle forze di Indastria. |                   |         |
| 12 | Il centro chiamato Core - Il Nucleo 「コアブロック」 - Koa burokku | 27 giugno 1978    |         |
| 12 | Il gruppo si divide: Conan e Dyce devono tentare di liberare l'equipaggio del Barracuda tenuto prigioniero dai soldati di Repka; Rao e Lana si dirigono nel Nucleo di Indastria per recuperare i pezzi di ricambio necessari alla riparazione della macchina volante. Una volta liberato l'equipaggio, Conan rimane a Indastria, mentre Dyce scappa col Barracuda. Conan riesce a liberare dalle carceri pure gli oppositori di Repka che erano stati imprigionati, e col loro aiuto ritrova e salva Rao e Lana che nel frattempo erano stati individuati e catturati dai soldati di Indastria. Finalmente Rao, Lana, Conan e Jimsey, che nel frattempo si era unito al gruppo, possono partire per High Harbor. |                   |         |
| 13 | La città di Hyarbor - High Harbor 「ハイハーバー」 - Haihābā | 4 luglio 1978     |         |
| 13 | Scendendo nel Nucleo di Indastria, Rao ha avuto la certezza che i terremoti che si stanno susseguendo preludono ormai all'inevitabile sprofondamento della città. Lascia perciò i ragazzi sul Barracuda dopo averlo raggiunto con la macchina volante, in modo che Dyce li porti a High Harbor. Rao ritorna invece a Indastria per controllare le sue teorie e per avvertire gli abitanti del pericolo. All'arrivo sull'isola natale di Lana l'accoglienza per Dyce non è delle migliori: era infatti stato lui che all'inizio della storia aveva rapito Lana per consegnarla a Monsley, e per questo il Barracuda all'ingresso nella baia di High Harbor è accolto dalle bombe del signor Gull che lo semiaffondano. Lana, Conan e Jimsey scendono a terra e si recano al villaggio, nella casa di zia Meisar e di zio Chan. |                   |         |
| 14 | Un giorno a Hyarbor - Una giornata sull'isola 「島の一日」 - Shima no ichinichi | 11 luglio 1978    |         |
| 14 | Il giorno dopo Conan e Jimsey perlustrano l'isola. Inseguendo un pesce attraverso una grotta sottomarina, Conan arriva in una caverna dove è ancorato un sommergibile volante, nascosto tempo prima dal dottor Rao. Nella caverna c'è anche l'allevamento di pesci di Gull che fornisce il cibo a tutto il villaggio, e Conan, a cui piace lavorare ed è affascinato dal mare, comincia ad aiutarlo. Jimsey invece si dedica alla caccia e riesce a uccidere un enorme maiale selvatico. Purtroppo non sa che l'animale proviene dall'allevamento privato di Orlo, un ragazzo prepotente che è a capo di una comunità alternativa dall'altra parte dell'isola. Per il maiale ucciso Orlo pretende un enorme indennizzo dagli abitanti del villaggio, ma forse lo zio di Lana sa come risolvere la situazione. |                   |         |
| 15 | Uro e la sua compagnia - La zona selvaggia 「荒地」 - Arechi | 18 luglio 1978    |         |
| 15 | Jimsey e Conan si recano nottetempo da Orlo per convincerlo che i colpevoli dell'uccisione del maiale erano solamente loro e che non era giusto che tutto il villaggio ne pagasse le conseguenze. Orlo apparentemente sembra cedere perché desidera che i due vengano a far parte della sua comunità, ma i ragazzi vengono a sapere da Chito, orfano costretto alle dipendenze di Orlo, la vera natura del suo governo, costituito da soprusi, prevaricazioni e ingiustizie. Alla fine Orlo e sua sorella Tera stanno per assalire Jimsey e Conan quando arriva Lana che gli dona il gioiello con la pietra azzurra, prezioso ricordo della madre, che Orlo aveva sempre desiderato. Conan non accetta lo scambio e vuole battersi con Orlo, ma Lana lo ferma con uno schiaffo: non avrebbe permesso che avesse fatto male a qualcuno o si fosse fatto male per un maiale. Come dirà in seguito, la pietra azzurra aveva un grande valore, ma per lei Conan e Jimsey valevano mille volte di più. |                   |         |
| 16 | Il nostro villino - Una casa per due 「二人の小屋」 - Futari no koya | 1º agosto 1978    |         |
| 16 | Conan e Gull hanno avviato un piccolo commercio con il villaggio degli orfani all'estremità opposta dell'isola. Lo fanno di nascosto via mare per non essere sorpresi da Orlo che si sarebbe fatto certamente pagare una commissione. Nel frattempo Jimsey, aiutato anche da Conan, sta costruendo una casa sull'albero in riva al mare dove i due ragazzi pensano di andare ad abitare dalla sera stessa, e più avanti anche Lana starà con loro. Conan dice a Lana che in futuro tornerà a vivere all'Isola Perduta, anche perché High Harbor diventerà sovrappopolata quando arriveranno persone da Indastria, e chiede a Lana, che accetta, di seguirlo. Pur di recuperare il Barracuda, Dyce sta per eseguire un ordine di Orlo, ovvero dare fuoco alla casetta mentre Conan e Jimsey dormono, quando dal mare durante la notte arriva la cannoniera di Indastria. |                   |         |
| 17 | Un combattimento - Combattimento 「戦闘」 - Sentō | 8 agosto 1978     |         |
| 17 | L'esercito di Indastria, capitanato da Monsley, attacca e bombarda il villaggio. Intanto Orlo con un inganno prende il potere al villaggio e lo consegna all'esercito di Indastria in cambio di un posto di preminenza nel futuro assetto politico dell'isola. Durante i bombardamenti Lana viene investita da un'esplosione e rimane a terra svenuta. Dyce continua a comportarsi da opportunista: aiuta Conan e Jimsey, ma quando arrivano i soldati di Indastria si dilegua. |                   |         |
| 18 | La cannoniera - La cannoniera 「ガンボート」 - Ganbōto | 15 agosto 1978    |         |
| 18 | Il villaggio è soggiogato e Lana è catturata. L'unica possibilità di vincere l'esercito di Monsley è distruggere la loro cannoniera. La nave ha Lana a bordo, e Conan, che non lo sa, mette sul suo fondo una potente carica esplosiva preparata da Gull, che esplode affondando la nave. Lana, che ha completa fiducia in Conan, lo aspetta con calma nella sua cabina nonostante l'irruzione dell'acqua, fino a che il ragazzo, che nel frattempo era salito a bordo e si era fatto volontariamente catturare, raggiunge l'amica e la trae in salvo. Ora l'esercito di Monsley non può più tornare a Indastria. |                   |         |
| 19 | L'onda gigante - Il grande tsunami 「大津波」 - Ō-tsunami | 29 agosto 1978    |         |
| 19 | Perduta la cannoniera, Monsley vuole recuperare il Barracuda, semiaffondato nella baia, per fare ritorno a Indastria. Per la prima volta è distante dalla sua città e si ferma a meditare sulle sue azioni, che potrebbero distruggere quello che, comincia a rendersene conto, è un paradiso naturale. In un flashback ricorda la grande catastrofe di vent'anni prima, quando la sua casa era stata sorvolata da aerei da guerra, e dopo l'esplosione delle armi elettromagnetiche era arrivato un maremoto e lei fu poi salvata proprio dalla cannoniera (e forse proprio dal dottor Rao) che aveva raccolto diversi sopravvissuti. Lana e Conan ritornano sull'isola, ma la ragazza ha come la sensazione che qualcosa di terribile stia arrivando dal mare. Infatti è in arrivo un terribile tsunami, frutto degli sconvolgimenti tellurici causati dall'uso delle armi elettromagnetiche. Tutte le persone fanno appena in tempo a salvarsi grazie a Conan, e alla fine gli uomini e le donne del villaggio prendono il sopravvento sul sempre più sparuto esercito di Indastria. |                   |         |
| 20 | Ritorno a Indastria - Ritorno a Indastria 「再びインダストリアへ」 - Futatabi Indasutoria e | 12 settembre 1978 |         |
| 20 | Al villaggio la vita ricomincia regolare e tutti gli uomini di Indastria che lo desiderano sono invitati a far parte della comunità. È tempo della mietitura e tutti vi partecipano. Conan desidera tornare a Indastria per ritrovare il dottor Rao e per vedere che fine abbia fatto la città dopo lo tsunami, e sorprendentemente chiede aiuto a Monsley, l'unica in grado di pilotare il sommergibile volante nascosto dal dottor Rao. Il capo del villaggio e Chan sono contrari al piano di Conan, ma alla fine il ragazzino, assieme a Jimsey, Lana e Dyce (che si era nascosto a bordo) partono per Indastria. Anche Monsley è sorpresa della fiducia che Conan ripone in lei, ma il ragazzo in cuor suo sa che la sua ex-nemica non lo tradirà. In prossimità di Indastria, Conan, Monsley, Lana e Jimsey vengono intercettati dal Falco: Conan e Monsley cercano di farsi inseguire in modo che gli altri tre, già sbarcati, possano arrivare ai sotterranei di Indastria. |                   |         |
| 21 | Gli abitanti del sottosuolo - Gli abitanti del sotterraneo 「地下の住民たち」 - Chika no jūmin tachi | 19 settembre 1978 |         |
| 21 | All'arrivo a Indastria, Jimsey, Lana e Dyce sbarcano e si dirigono ai quartieri sotterranei della città alla ricerca di Rao, mentre Conan e Monsley fuggono col sommergibile volante inseguiti dal Falco. Il veicolo viene abbattuto e Conan e Monsley catturati. Il dottor Rao è stato da tempo arrestato e torturato perché rivelasse quello che sa sull'energia solare e ora è ridotto quasi a un vegetale. Ormai Monsley è in disaccordo con Repka sulla gestione della crisi e viene condannata a morte dal superiore. Entrambi devono trovare Lana e gli altri, perché Repka per sedare la ribellione degli abitanti dei sotterranei della città che li stanno aiutando vuole allagare la zona ipogea di Indastria per uccidere tutti. Con una scusa Monsley si fa portare da Conan e lo libera, ma viene colpita da una pallottola alle spalle: Conan deve quindi scappare da solo, coperto da Monsley che a costo della sua vita tenta di fermare gli inseguitori. |                   |         |
| 22 | Il salvataggio - Il salvataggio 「救出」 - Kyūshutsu | 25 settembre 1978 |         |
| 22 | L'inondazione dei sotterranei ha inizio e Conan non è riuscito a evitarla. Repka pretende che per fermare l'acqua gli venga consegnata Lana, ma quando la ragazzina si consegna volontariamente per salvare la gente del sottosuolo, Repka si rimangia la promessa e continua a tenere bloccata la serranda blindata. Intanto Conan viene salvato dal vecchio che somiglia al nonno, ritrova Jimsey e Dyce e col loro aiuto salva dalla fucilazione Monsley, ferita ma ancora viva. Lana viene portata da Repka dal nonno, che ormai cieco e sordo è immerso nel sonno. Repka vuole che la ragazza lo svegli e comunichi telepaticamente con lui e per costringerla la mette su una lunga passerella sospesa fuori dall'alta torre, minacciando di farla cadere. Lei è terrorizzata, ma non cede: vedendo infine Conan, che dal basso le grida di non mollare, e le chiuse blindate che si stanno aprendo per mano di Dyce, Monsley e Jimsey che nel frattempo hanno preso il controllo della sala comando di Indastria, perde i sensi. |                   |         |
| 23 | La torre del sole - La torre del sole 「太陽塔」 - Taiyō tō | 3 ottobre 1978    |         |
| 23 | La gente dei quartieri sotterranei si riversa fuori dalla serranda blindata e travolge le difese di Repka, che tenta la fuga con la macchina volante trascinando Lana con sé. Conan riesce però a liberare la ragazza e a danneggiare la macchina, che esplode con Repka apparentemente ancora ai comandi. Il dottor Rao rivela finalmente il segreto dell'energia solare: proprio quella notte la Torre del Sole viene riattivata e il capitano Dyce approfitta del clima euforico per fare una specie di dichiarazione a Monsley, suscitando l'indignazione di lei. Il dottor Rao accompagna i ragazzi in un'area di simulazione olografica dove possono vedere il mondo com'era nel passato e fa capire a Lana e Conan gli errori della scienza passata, indicando loro di ricostruire il mondo su basi più rispettose della Natura. Ma la città è ormai condannata e prima o poi sarà sommersa dalle acque. Gli abitanti si devono procurare una nave per partire verso una nuova vita a High Harbor. |                   |         |
| 24 | Il Gigante - Giganto 「ギガント」 - Giganto | 17 ottobre 1978   |         |
| 24 | La nave che avrebbe salvato gli abitanti di Indastria viene recuperata dalla piattaforma di recupero, con Dyce che manovra le gru. Repka però è ancora vivo e, per dominare il mondo, si impossessa del Giganto, una vera e propria enorme fortezza volante, caricato con l'energia solare, col quale appena decollato (verticalmente) danneggia la Torre del Sole con una delle sue numerose torrette. Monsley riesce a fare "incastrare" il Falco su di un'ala del Giganto permettendo a Dyce, Conan e Jimsey di penetrare al suo interno, mentre lei e Lana tornano a Indastria per aiutare la fuga a High Harbor. |                   |         |
| 25 | La fine di Indastria - La fine di Indastria 「インダストリアの最期」 - Indasutoria no saigo | 24 ottobre 1978   |         |
| 25 | Il Falco ritorna a Indastria con a bordo Monsley e Lana, mentre Conan, Dyce e Jimsey riescono a danneggiare talmente il Giganto che a Repka non rimane che tentare di utilizzare il modulo di salvataggio, ma Conan sale a bordo e, nonostante tutto, cerca eroicamente di salvarlo, non riuscendovi: Repka e i suoi uomini precipitano assieme all'aereo, che si inabissa in fiamme ed esplode. Passa una settimana, ma di Conan e dei suoi amici a Indastria non si sa più nulla. Dopo l'ultima, tremenda scossa di terremoto, non c'è più tempo: bisogna partire. Dalla nave, gli abitanti vedono la fine di Indastria, che sprofonda insieme al Consiglio degli Scienziati, i cui membri hanno deciso di non partire perché si ritengono corresponsabili delle devastazioni che l'essere umano ha causato al suo mondo. |                   |         |
| 26 | Un grande cerchio - Gran finale 「大団円」 - Daidanen | 31 ottobre 1978   |         |
| 26 | La nave fa rotta verso High Harbor e durante il viaggio recupera Dyce e Jimsey che si erano salvati sull'enorme alettone superiore del Giganto. Di Conan non v'è traccia e Lana, che non riesce più a percepirlo telepaticamente, è ormai disperata, ma seguendo le indicazioni del nonno ormai morente vola telepaticamente tra le nuvole seguendo la sterna Tekki che la porta da lui. Dopo aver recuperato Conan, la nave raggiunge High Harbor: poco prima il dottor Rao è morto felice e sereno perché sa che Lana e Conan avrebbero costruito un nuovo mondo. Un anno dopo viene celebrato il matrimonio tra Dyce e Monsley con tanto di fuochi d'artificio di Gull aiutato da Orlo che ha cambiato, in positivo, vita. Con il Barracuda che nel frattempo è stato rimesso a nuovo, i sopravvissuti di Indastria capitanati da Rooke e alcuni abitanti di High Harbor tra i quali Conan, Lana, Jimsey, Dyce e Monsley fanno rotta verso l'Isola Perduta per formare una nuova comunità. Dopo tante avventure Conan è tornato a casa mantenendo la promessa fatta al nonno: ha ritrovato Lana e si è fatto degli amici. La puntata e la serie si chiudono col Barracuda che arriva all'Isola Perduta: nel frattempo il continente di cui l'isola fa parte è riemerso parzialmente diventando una grande terra da colonizzare. |                   |         |